# Innerweltliche Askese
Die innerweltliche Askese des calvinistisch geprägten Protestantismus ist bei Max Weber eine mögliche Ursache für den Profitethos des modernen Kapitalismus.
Das hauptsächliche Streben war bis zum Aufkommen der entsprechenden Geisteshaltungen noch auf die Befriedigung der traditionalen Bedürfnisse ausgerichtet, Arbeit und Handel sollten hierzu dienen. Mehr Arbeit für eine gesteigerte Ausstattung mit Geldmitteln auf sich zu nehmen war zumeist ebenso unbeliebt wie gemieden.
Davon ausgehend wendet Weber sich dem Berufsbegriff zu, der, ebenso wie die Wahrnehmung von Reichtum, einer rigorosen Evolution ausgesetzt war. Waren noch in der frühen Neuzeit (Lohn-)Arbeit und Handelstätigkeit ein notwendiges Übel, so begann schon bei Martin Luther eine Neudefinition, die den weltlichen Beruf in die Nähe einer nahezu göttlichen Berufung rückt. Dies ging einher mit der allgemein strafferen Frömmigkeit im Inneren, die von Luther als Gegenpol zu den als lax und bigott empfundenen Ritualen der katholischen Amtskirche gefordert wurde. Die Devotion aus Gewohnheit wurde ersetzt durch eine Devotion aus Leidenschaft (Nach Karl Marx in: derselbe und Friedrich Engels, „Über Religion“, Berlin, 1958).
Daraus allerdings abzuleiten, Luther hätte durch seine Berufsdefinition die ideologischen Grundlagen für den westlichen Kapitalismus gelegt, wäre ein Fehler. Vielmehr muss festgestellt werden, dass Luther durch seine bekannten Polemiken gegen den sich selbst genügenden Reichtum ebenso wertrational und traditional ausgerichtet blieb wie im Verhältnis zu den eigentlich bestehenden politischen Verhältnissen. Wichtiger für die Weiterentwicklung der kapitalistischen Gesellschaftsordnung waren nach Webers Ansichten die protestantischen Sekten des 16. und 17. Jahrhunderts wie Puritaner, Quäker und die Calvinisten. Besonders letztgenannte, ursprünglich in der Schweiz aufgetretene Religionsgemeinschaft prägte mit ihrer Prädestinationslehre die westliche Auffassung von Prioritäten und Prinzipien im menschlichen Leben.
Während viele andere christliche Gruppen die umfassende Gnade Gottes als oberstes Prinzip ihrer Religion betrachten, erlegten sich die Calvinisten auf, von einer vor der Schöpfung stattgefundenen Gnadenwahl auszugehen. Nur bestimmte Menschen seien demnach ausgewählt, das Reich Gottes zu betreten. Als Zeichen hierfür sollten weltlicher Erfolg und ein frommes Leben gelten. Da aber niemand wirklich wissen konnte, wer die Gnade Gottes in sich trägt, bemühten sich die Mitglieder um ein möglichst strikt geordnetes Leben und erachteten Reichtum und ständige Re-Investitionen als Zeichen eines gottgefälligen Lebens. Der Reichtum konnte hierdurch zum Selbstzweck werden, und da die Calvinisten darüber hinaus ein extrem asketisches Leben führten, vermehrten sich ihre Aktiva und Passiva immer weiter, sie konnten sich, ob von Gott erwählt oder nicht, als wirtschaftlicher Machtfaktor etablieren.
Die traditional ausgerichtete Konkurrenz hatte nur die Wahl zwischen Rückzug aus dem Geschäft oder Anpassung an diese Lebensweise. So erhielt der sich entwickelnde Kapitalismus den letzten notwendigen Entwicklungsschub, die neuen Normen und Gebräuche ließen es zu, dass sich Kapital und Produktivkräfte in bisher ungeahnten Ausmaßen entfalten konnten.
Mit dieser Entwicklung ging auch der bereits angesprochene Berufsbegriff einher, der nun noch mehr als zuvor eine sinnimmanente Komponente enthielt. Der von den Calvinisten und ähnlichen Gruppierungen geschaffene oder forcierte psychische Habitus maß der Erwerbsarbeit, ob körperlich, geistig oder kaufmännisch, eine kritische Funktion in der Definition des einzelnen Menschen wie der gesamten Gesellschaft bei.